# Højre
Højre (deutsch: rechts/Rechte) war der Name zweier dänischer politischer Parteien des rechten Spektrums. 
Die erste Partei mit diesem Namen bestand von 1848 bis 1866. 
Die zweite Partei entwickelte sich um den Politiker J.B.S. Estrup, umkämpfter Kabinettschef von 1875 bis 1894. 1881 wurde Højres Arbeiter- og Wählervereinigung in Kopenhagen gegründet. 1882 rief die Højre-Fraktion im Reichstag zur Gründung einer landesweiten Vereinigung auf. Højre ging 1915 in der Konservativen Volkspartei (Det Konservative Folkeparti) auf.
Die große bürgerlich-konservative Partei Norwegens trägt bis heute den Namen Høyre.